# Chaufour-Notre-Dame
Chaufour-Notre-Dame – miejscowość i gmina we Francji, w regionie Kraj Loary, w departamencie Sarthe.
Według danych na rok 1990 gminę zamieszkiwało 808 osób, a gęstość zaludnienia wynosiła 72 osób/km² (wśród 1504 gmin Kraju Loary Chaufour-Notre-Dame plasuje się na 670. miejscu pod względem liczby ludności, natomiast pod względem powierzchni na miejscu 959.).